# Monomaco (famiglia bizantina)
Monomaco (in greco Μονομάχος?, Monomachos,  lett. "guerriero solitario", in latino Monomachus), forma femminile Monomachina (Μονομαχίνα), era il nome di una famiglia aristocratica bizantina attiva nei secoli X-XV e forse anche prima. Il nome, Monomaco, significa "il gladiatore" in greco. Ha fornito diversi funzionari e comandanti militari, nonché un imperatore, Costantino IX Monomaco (regno 1042-1055).

## Storia
Le prime menzioni del nome non sono chiare e potrebbero riferirsi a soprannomi piuttosto che a membri della famiglia. Un vescovo iconoclasta di Nicomedia con questo nome è citato nell'agiografia del IX secolo di San Joannicius, mentre un funzionario ferventemente anti-iconoclasta fu il Patrikios Niceta Monomaco all'inizio del IX secolo, che fu poi dichiarato santo. La famiglia è stata definita "antica", ma è venuta alla ribalta solo nel X e XI secolo: prima con Pavlos Monomaco, un ricco e nobile mercante che potrebbe aver sposato una Ducaina, seguito dal figlio Teodosio (nato nel 970 circa), importante burocrate sotto Basilio II, e infine Costantino Monomaco, che divenne l'imperatore Costantino IX. Una figlia di Costantino IX sposò Vsevolod di Kiev. Il figlio Vladimir II Monomaco adottò il cognome della madre; in effetti il retaggio dei Monomachi sarebbe culminato con la famosa Corona Monomaca e nella Russia imperiale con la leggenda del berretto di Monomaco, presumibilmente donato da Costantino IX al nipote Vladimir II Monomaco.
Alla fine dell'XI secolo, durante il periodo comneno, la famiglia era caduta in una relativa ombra. L'unica eccezione fu Giorgio Monomaco, doux di Dyrrachion sotto Niceforo III Botaniate (r. 1078-1081), ma licenziato da Alessio I Comneno (r. 1081-1118).
A partire dall'inizio del XIII secolo e fino alla perdita della regione a favore dei Turchi all'inizio del XIV secolo, si registrano membri della famiglia anche in Asia Minore, ad esempio Giovanni Monomaco (1304-1324), amico dello statista Niceforo Cumno e del generale Alessio Filantropeno. I suoi contemporanei, i fratelli Giorgio Atueme Monomaco e Michele Senachereim Monomaco, divennero alti funzionari e generali. Tra gli ultimi membri della famiglia attestati c'è l'architetto Giorgio Monomaco a Tessalonica intorno al 1421.